# Marc Bernard

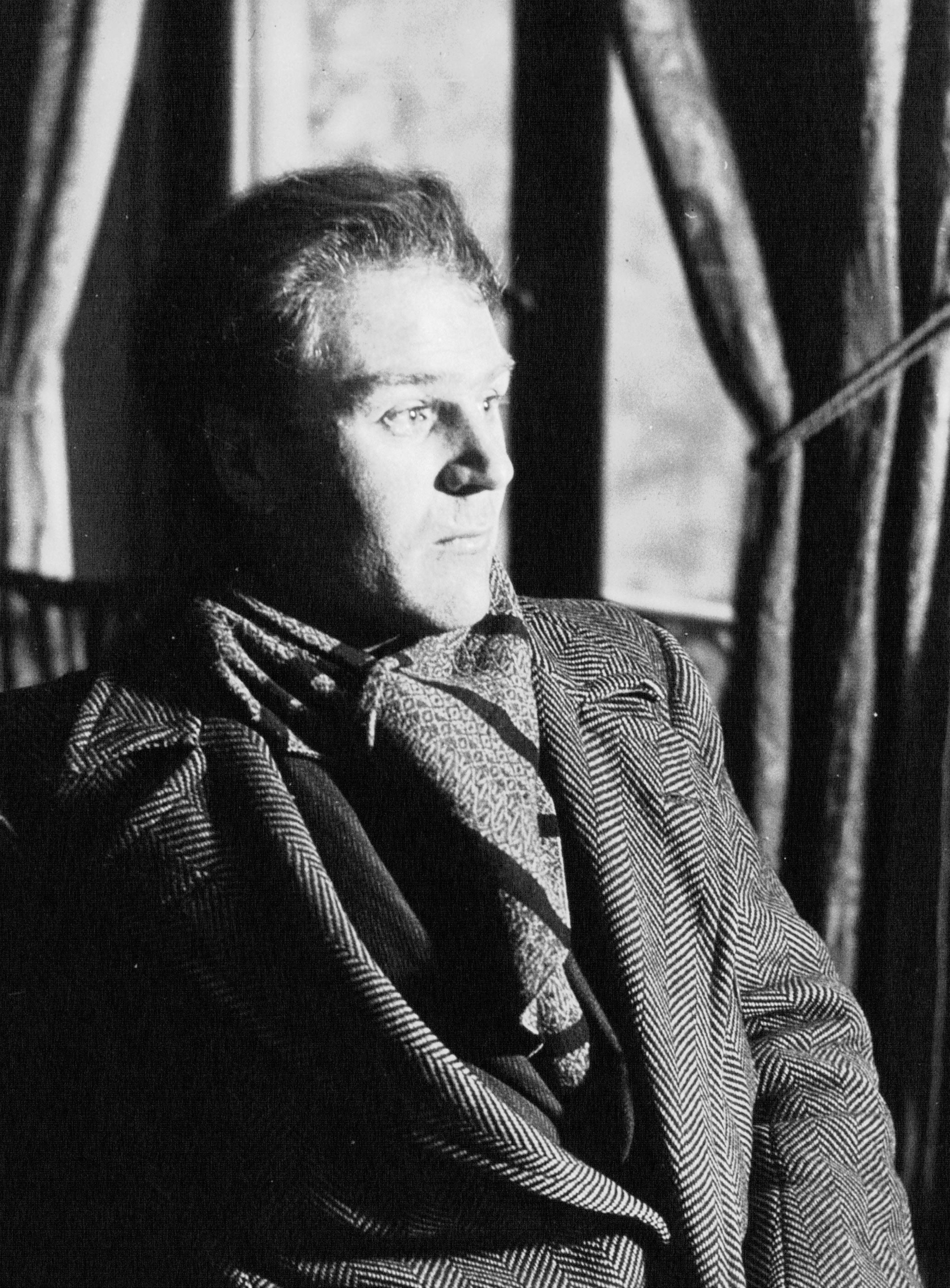
Marc Bernard 1934

Marc Bernard (* 6. September 1900 in Nîmes; † 15. November 1983 ebenda) war ein französischer Schriftsteller. 1942 erhielt er den  Prix Goncourt für seinen Roman Pareils à des enfants.
Marc Bernard kam aus dem Arbeitermilieu, war Bote, Arbeiter und ab 1924 Eisenbahner. Von 1920 bis 1922 leistete er seinen Militärdienst in Oberschlesien.  Er war Mitglied der kommunistischen Partei. 1928 konnte er dank der Bekanntschaft zu Jean Paulhan seinen ersten von den Surrealisten inspirierten Roman Zig-zag veröffentlichen, der ihm die Aufmerksamkeit von Henri Barbusse verschaffte. 1930 war er Literaturkritiker für die kommunistische Zeitschrift Le Monde und war 1932 Mitgründer einer Gruppe proletarischer Schriftsteller (wie sie sich nannten).
1940 heiratete er die österreichische Jüdin Else Reichmann, die aus Österreich geflohen war. Mit ihr veröffentlichte er auch. Nach ihrem Tod 1969 widmete er ihr eine Reihe von Büchern.
Außer Romanen und Erzählungen veröffentlichte er auch Theater. Er arbeitete regelmäßig für das Radio und die Zeitschriften Le Figaro (Figaro littéraire) und Nouvelles Littéraires.
1970 erhielt er den Grand Prix Poncetton und 1934 erhielt er für Anny den Prix Interallié.

## Werke
- Zig-zag, Gallimard, 1929
- Au secours !, Gallimard, 1931
- Anny, Gallimard, 1934
- Les Éxilés, Gallimard, 1939
- Pareils à des enfants, Gallimard, 1942
- Croquis en marge, Éditions de la Tour Magne, 1943
- Insomnie, avec des bois gravés de Georges Tautel, Éditions de l’Épervier, 1943
- Oradour-sur-Glane, le village exterminé, Le Front national de lutte, 1944
- La Bonne Humeur, Gallimard, 1946
- La Cendre, Gallimard, 1949
- Une journée toute simple, Gallimard, 1950
- Salut, camarades, Gallimard, 1955
- Mayorquinas, Denoël, 1970
- La Mort de la bien-aimée, Gallimard, 1972
- Au-delà de l’absence, Gallimard, 1976
- Les Marionnettes, Gallimard, 1977
- Tout est bien ainsi, Gallimard, 1979
- Au fil des jours, Gallimard, 1984